# Yonekura Koki
Yonekura Koki (米倉 恒貴 Yonekura Kōki, sinh ngày 17 tháng 5 năm 1988 ở Inage-ku, Chiba) là một cầu thủ bóng đá người Nhật Bản thi đấu cho Gamba Osaka ở vị trí hậu vệ, và thỉnh thoảng ở vị trí tiền vệ tấn công.

## Sự nghiệp quốc tế
Ngày 23 tháng 7 năm 2015, huấn luyện viên đội tuyển Nhật Bản Vahid Halilhodžić triệu tập anh thi đấu tại Cúp bóng đá Đông Á 2015.

## Thống kê sự nghiệp câu lạc bộ
Tính đến 11 tháng 6 năm 2018
| Thành tích câu lạc bộ | Thành tích câu lạc bộ | Thành tích câu lạc bộ | Giải vô địch | Giải vô địch | Cúp                   | Cúp                   | Cúp Liên đoàn | Cúp Liên đoàn | Châu lục | Châu lục  | Khác1   | Khác1     | Tổng cộng | Tổng cộng |
| Câu lạc bộ            | Mùa giải              | Giải vô địch          | Số trận      | Bàn thắng    | Số trận               | Bàn thắng             | Số trận       | Bàn thắng     | Số trận  | Bàn thắng | Số trận | Bàn thắng | Số trận   | Bàn thắng |
| Nhật Bản              | Nhật Bản              | Nhật Bản              | Giải vô địch | Giải vô địch | Cúp Hoàng đế Nhật Bản | Cúp Hoàng đế Nhật Bản | Cúp Liên đoàn | Cúp Liên đoàn | Châu Á   | Châu Á    |         |           | Tổng cộng | Tổng cộng |
| --------------------- | --------------------- | --------------------- | ------------ | ------------ | --------------------- | --------------------- | ------------- | ------------- | -------- | --------- | ------- | --------- | --------- | --------- |
| 2008                  | JEF Chiba             | J1                    | 8            | 0            | 0                     | 0                     | 3             | 1             | –        | –         | –       | –         | 11        | 1         |
| 2009                  | JEF Chiba             | J1                    | 16           | 0            | 3                     | 2                     | 4             | 0             | –        | –         | –       | –         | 23        | 2         |
| 2010                  | JEF Chiba             | J2                    | 12           | 5            | 1                     | 0                     | –             | –             | –        | –         | –       | –         | 13        | 5         |
| 2011                  | JEF Chiba             | J2                    | 35           | 7            | 3                     | 1                     | –             | –             | –        | –         | –       | –         | 38        | 8         |
| 2012                  | JEF Chiba             | J2                    | 24           | 3            | 4                     | 0                     | –             | –             | –        | –         | –       | –         | 28        | 3         |
| 2013                  | JEF Chiba             | J2                    | 41           | 6            | 1                     | 0                     | –             | –             | –        | –         | –       | –         | 42        | 7         |
| Tổng                  | Tổng                  | Tổng                  | 166          | 21           | 12                    | 3                     | 7             | 1             | –        | –         | –       | –         | 185       | 25        |
| 2014                  | Gamba Osaka           | J1                    | 21           | 1            | 4                     | 0                     | 9             | 2             | –        | –         | –       | –         | 34        | 3         |
| 2015                  | Gamba Osaka           | J1                    | 31           | 2            | 4                     | 0                     | 1             | 0             | 10       | 2         | 3       | 0         | 49        | 4         |
| 2016                  | Gamba Osaka           | J1                    | 21           | 1            | 0                     | 0                     | 5             | 0             | 5        | 0         | 0       | 0         | 31        | 1         |
| 2017                  | Gamba Osaka           | J1                    | 13           | 0            | 1                     | 0                     | 4             | 0             | 1        | 0         | –       | –         | 19        | 0         |
| 2018                  | Gamba Osaka           | J1                    | 11           | 0            | 0                     | 0                     | 5             | 0             | -        | -         | -       | -         | 16        | 0         |
| Tổng                  | Tổng                  | Tổng                  | 97           | 4            | 9                     | 0                     | 24            | 2             | 16       | 2         | 3       | 0         | 149       | 8         |
| Tổng cộng sự nghiệp   | Tổng cộng sự nghiệp   | Tổng cộng sự nghiệp   | 263          | 25           | 21                    | 3                     | 31            | 3             | 16       | 2         | 3       | 0         | 334       | 33        |

 1 Bao gồm J. League Championship, Siêu cúp Nhật Bản và Giải bóng đá vô địch Suruga Bank appearances.
Thành tích đội dự bị
Cập nhật gần đây nhất: 21 tháng 3 năm 2018
| Thành tích câu lạc bộ | Thành tích câu lạc bộ | Thành tích câu lạc bộ | Giải vô địch | Giải vô địch | Tổng cộng | Tổng cộng |
| Mùa giải              | Câu lạc bộ            | Giải vô địch          | Số trận      | Bàn thắng    | Số trận   | Bàn thắng |
| Nhật Bản              | Nhật Bản              | Nhật Bản              | Giải vô địch | Giải vô địch | Tổng cộng | Tổng cộng |
| --------------------- | --------------------- | --------------------- | ------------ | ------------ | --------- | --------- |
| 2018                  | U-23 Gamba Osaka      | J3                    | 1            | 0            | 1         | 0         |
| Tổng cộng sự nghiệp   | Tổng cộng sự nghiệp   | Tổng cộng sự nghiệp   | 1            | 0            | 1         | 0         |

## Danh hiệu
- J. League Division 1 – 2014
- Cúp Hoàng đế Nhật Bản – 2014, 2015
- J. League Cup – 2014
- Siêu cúp Nhật Bản – 2015